# Comité militaire pour le redressement national
Comité militaire pour le redressement national (arabisch المجلس العسكري للإنعاش الوطني, DMG al-Maǧlis al-ʿAskarī li-l-Inʿāš al-Waṭanī, CMRN, dt.: „Militärkomitee für nationalen Wiederaufbau“) war eine Militärregierung in Mauretanien. Sie wurde nach dem Staatsstreich 1978 gegründet, durch welchen der langjährige Präsident Moktar Ould Daddah am 10. Juli 1978 abgesetzt wurde. Die Regierung hatte jedoch nur kurz Bestand, bis zu einem zweiten Staatsstreich am 6. April 1979.
Die Regierung wurde von Colonel Mustafa Ould Salek (Moustapha Ould Mohamed Saleck) geführt. Das Comité militaire de salut national (CSMN) bildete die folgende Regierung.